# Eucalyptus michaeliana
Espèce
Classification phylogénétique
Eucalyptus michaeliana est une espèce de plantes à fleurs du genre Eucalyptus  et de la famille des Myrtaceae. C'est un arbre d'environ 30 mètres de haut qui possède un tronc caractéristique, marbré vert avec des lambeaux d'écorce jaune-brun (se détachant comme des morceaux de casse-tête). On les trouve le long de la Long Point Road au sud d'Hillgrove. Cet arbre rare ne se trouve que dans le parc national du mont Barney au Queensland et en Nouvelle-Galles du Sud aux environs de Wyong, dans les zones à l'est d'Armidale et le Big Lease, dans le Parc national des Oxley Wild Rivers.